# Ligand (chimie)
Pour les articles homonymes, voir Ligand.

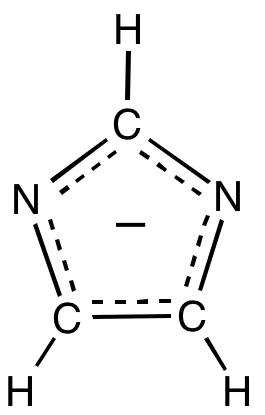
Structure exemple d'un ligand de formule : C_{3}H_{3}N_{2}.

Un ligand est un atome, un ion ou une molécule portant des groupes fonctionnels lui permettant de se lier à un ou plusieurs atomes ou ions centraux. Le terme de ligand est le plus souvent utilisé en chimie de coordination et en chimie organométallique (branches de la chimie inorganique).
L'interaction métal/ligand est du type acide de Lewis/base de Lewis. La liaison ainsi formée est nommée « liaison covalente de coordination ». Dans ce cadre, l'association d'un ou de plusieurs cation(s) (ou atome) métallique(s) central(aux) avec un/des ligands(s) est un édifice qui se nomme « complexe de coordination » (ou « complexe organométallique » s'il contient au moins une liaison métal-carbone).
Le mot français désignant un ligand est « coordinat ». En effet, ligand est un mot anglais, bien que très employé en chimie française.

## Différents types de ligands - Denticité
Les ligands sont de nature très variée. Parmi les plus courants, on trouve des molécules porteuses de doublet(s) d'électron(s) libre(s) comme l’eau H2O ou l'ammoniac NH3 ou des anions comme les chlorures Cl−, les cyanures CN−, les hydroxydes HO−.
Les molécules portant plusieurs groupes fonctionnels pouvant se lier au cation métallique sont des ligands polydentés ou polydentes (l'anglicisme polydentate est parfois utilisé, à tort) : leur denticité, c'est-à-dire le nombre d'atomes susceptibles de se lier au métal, est supérieure à 1. La liaison des ligands polydentés est favorisée entropiquement par rapport à celle des ligands monodentés (ou monodentes, denticité=1). En effet, dans les réactions de déplacement de n ligands monodentés (souvent, des molécules de solvant) autour d'un ion central par un ligand polydenté, il y a augmentation du nombre de molécules total de n-1, ce qui est favorable entropiquement.
- Exemples de ligands monodentés neutres : H2O, NH3, CH3NH2, CO et NO.
- Exemples de ligands monodentés anioniques : F−, CN−, Cl−, Br−, I−, NO2− et HO−.
- Exemple de ligand bidenté neutre : H2N–CH2–CH2–NH2 (1,2-diaminoéthane, nom courant « éthylènediamine »).
- Exemple de ligand bidenté dianionique : −OOC-COO− (oxalate) (peut également se lier comme un ligand tétradenté).
- Exemple de ligand tétradenté dianionique : salen.
- Exemple de ligand hexadenté tétraanionique : (−OOC-CH2)2N-CH2CH2-N(CH2-COO−)2 (EDTA, forme déprotonnée de l'acide éthylènediaminetétraacétique).

## Quelques noms de ligands
Voici les formules de quelques ligands et les noms qui doivent être utilisés pour les désigner.
| Formule | Nom         |
| ------- | ----------- |
| NH3     | ammine      |
| H2O     | aqua        |
| CH3     | méthyl      |
| C5H5N   | pyridine    |
| CH3COO− | acéto       |
| F−      | fluoruro    |
| O2−     | oxo         |
| SH−     | thiolo      |
| OH−     | hydroxo     |
| SO42−   | sulfato     |
| S2O32−  | thiosulfato |
| NO      | nitrosyl    |
| CO      | carbonyl    |
| C6H5    | phényl      |
| CN−     | cyanuro     |
| Cl−     | chloruro    |
| O22−    | peroxo      |
| S2−     | thio        |
| H−      | hydruro     |
| SCN−    | thiocyanato |
| NO2−    | nitrito     |

Les noms de ligands se terminent par « o » s'ils portent une charge négative.

## Formation de complexes
La capacité d'un ligand à se lier à un métal est corrélée approximativement à sa nucléophilie dans les réactions organiques.
Si des ligands au minimum bidentés (ou bidentes) peuvent former des cycles à cinq ou six avec le cation central (ces cycles sont, comme en chimie organique, favorisés thermodynamiquement), la stabilité du complexe est améliorée. Il s'agit de l'effet chélate. L'étymologie de ce mot révèle son sens : en effet il dérive du grec khêlê : « pince ». La stabilisation supplémentaire due à l'effet chélate tire son origine du fait que la liaison au cation central du premier groupe fonctionnel pouvant servir de ligand place à proximité du cation les autres doublets libres de la molécule, ce qui est favorable entropiquement.

## Ligands particuliers
- L'EDTA est un ligand hexadenté très utilisé en chimie des solutions. Il sert pour traiter les empoisonnements aux métaux lourds.
- Les cryptands et éthers couronnes sont utilisés pour solubiliser des ions en milieu organique.
- Le monoxyde de carbone est toxique à cause de son affinité pour le fer de l'hémoglobine, comme les ions cyanures.
- Le cyclopentadiényle forme des complexes par interaction de son système pi avec le cation central pour former des complexes sandwich comme le ferrocène.
- Les ligands de Trost sont des ligands amide, le plus souvent phosphorés, tétradentates, organiques et chiraux très utiles en synthèse asymétrique.